# Feliks Bentkowski

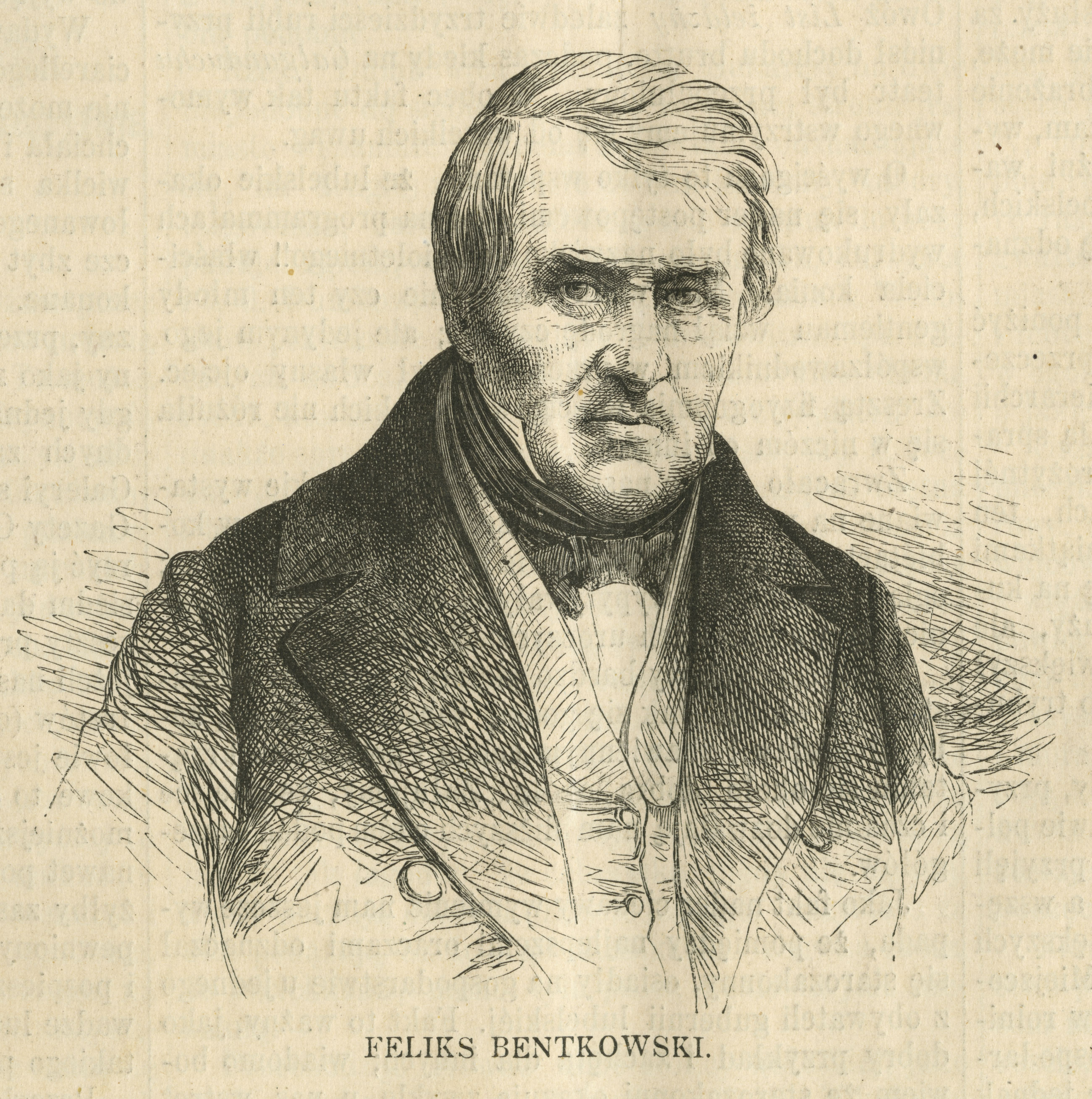
Feliks Bentkowski.

Feliks Jan Bentkowski, född 27 maj 1781 i Lubartów, död 28 augusti 1852 i Warszawa, var en polsk litteraturhistoriker. 
Bentkowski var 1817–1831 professor och bibliotekarie vid universitetet i Warszawa. Hans främsta verk är Historia literatury polskiej wystawiona w spisie dzieł drukiem ogłoszonych (Den polska litteraturens historia, 1-2, 1814).